# Comuna Țvitne, Oleksandrivka
Țvitne (în ucraineană Цвітне) este o comună în raionul Oleksandrivka, regiunea Kirovohrad, Ucraina, formată din satele Rujîceve și Țvitne (reședința).

## Demografie
Componența lingvistică a comunei Țvitne
     Ucraineană (96,27%)
     Rusă (3,73%)
Conform recensământului din 2001, majoritatea populației comunei Țvitne era vorbitoare de ucraineană (96,27%), existând în minoritate și vorbitori de rusă (3,73%).